# Wladimir d'Ormesson
Pour les articles homonymes, voir Ormesson.
Le comte Wladimir Lefèvre d'Ormesson, dit Wladimir d'Ormesson, né le 2 août 1888 à Saint-Pétersbourg et mort le 15 septembre 1973 au château d'Ormesson à Ormesson-sur-Marne, est un écrivain, journaliste et diplomate français. Il a été ambassadeur au Vatican, en Argentine et au Chili, ainsi que président de l'ORTF et membre de l'Académie française.

## Biographie

### Jeunesse et études
Wladimir Lefèvre d'Ormesson est le fils du comte Olivier d'Ormesson (1849-1923) et de Marguerite du Breuil-Hélion de La Guéronnière (1854-1916). Il naît en 1888 à Saint-Pétersbourg, où son père est diplomate. Son frère, André d'Ormesson, fut lui aussi ambassadeur. Il est l'oncle de l'écrivain Jean d'Ormesson.
Il passe les vingt premières années de sa vie à voyager au gré des affectations de son père. Durant cette période, il pratique la photographie. Il achève sa scolarité à l'École libre des sciences politiques en 1905 (section économique et financière), non diplômé.

### Parcours professionnel
En 1914, il est mobilisé et combat sur le front. Blessé en 1916 en Alsace, il sert ensuite comme officier d’ordonnance du maréchal Lyautey, au Maroc — qu'il avait connu à Paris au printemps 1911 chez la comtesse Roger de Barbentane, amie de sa mère.
Après la guerre, il se lance dans le journalisme, particulièrement dans le domaine des relations internationales qui lui est familier. Il écrit notamment pour la Revue l'Europe Nouvelle de Louise Weiss, la Revue des Deux Mondes, Le Temps, ou encore Le Journal de Genève. En 1934, il devient éditorialiste au Figaro « rénové par Pierre Brisson » selon son expression. Vers 1935, comme il le rappelle avec détachement dans ses souvenirs, il est suspecté d'être « vendu » tour à tour à l'Italie fasciste et à l'Allemagne hitlérienne, et devient une cible de deux presses opposées idéologiquement, étant qualifié par le journal Le Populaire de « pédicure de Mussolini », par l'Action française, de « perroquet du quai d'Orsay », ou encore, par Léon Daudet, de « degré zéro », d'où son expression : « il fait dix degrés au-dessous (ou au-dessus) de Wladimir d'Endormesson ».

### Ambassadeur de France
Sa carrière diplomatique commence en mai 1940, quand Paul Reynaud le nomme ambassadeur auprès du Saint-Siège, afin d'obtenir du Pape Pie XII qu'il convainque Benito Mussolini de ne pas déclarer la guerre à la France. Il arrive cependant trop tard à Rome et il est rappelé en octobre par le gouvernement de Vichy, qui envoie Léon Bérard pour lui succéder. Wladimir d'Ormesson est radié des cadres en février 1941 et, jusqu'en 1942, il collabore au Figaro replié à Lyon avant d'entrer dans la clandestinité. Il est en effet traqué comme son directeur Pierre Brisson par la Gestapo, à laquelle il peut échapper grâce à un préfet « jouant double jeu » (ce qui lui valut d'être arrêté), et par la Milice de Lyon, qui le condamna à mort par contumace.
En 1945, Charles de Gaulle l'envoie comme ambassadeur en Argentine, où il reste trois ans. En novembre 1946, il représente la France au Chili pour la prise de pouvoir du président Gabriel González Videla. En 1948, il est à nouveau nommé ambassadeur de France près le Saint-Siège, où il restera jusqu'en 1956, année de son élection à l'Académie française. Il intervient auprès du pape Pie XII en faveur de la Mission de France afin de lui obtenir un statut canonique en 1954. Il défend les courants modérés voire libéraux de l'Église, en particulier français (Maritain, Gabriel Marcel, Georges Bernanos, Pierre Teilhard de Chardin) contre l'« offensive intégriste », incarnée par exemple par la diffusion auprès de la Curie des livres de l'abbé argentin Julio Meinvielle contre Maritain. Wladimir d'Ormesson a publié un récit de ses ambassades.

### Écrivain
Wladimir d'Ormesson est l'auteur de nombreux ouvrages, surtout des essais (Dans la nuit européenne, La Confiance de l’Allemagne, Qu’est-ce qu’un Français ?, La Première Mission de la France aux États-Unis, Portraits d’hier et d’aujourd’hui, La Grande Crise mondiale de 1857, La Révolution allemande, Vue cavalière de l’Europe, L’Éternel Problème allemand, La Ville éternelle, Mission à Rome, Auprès de Lyautey — dont il détenait 500 lettres datées de 1911 à 1934), mais aussi des poèmes (Les Jets d'eau) et un roman (La Préface d'une vie). Il est élu le 3 mai 1956 à l'Académie française, au fauteuil de Paul Claudel. Il y est reçu en mars 1957 par Daniel-Rops.
En 1964, il est appelé par le général de Gaulle à la présidence de l’Office de radiodiffusion-télévision française (ORTF) en préférence à François Mauriac jugé trop exalté pour le poste.
Il se retire ensuite peu à peu de la vie publique et s'éteint le 15 septembre 1973 au château d'Ormesson. Il est enterré au cimetière d'Ormesson-sur-Marne.

### Décorations
- Grand-croix de la Légion d'honneur
- Grand-croix de l'ordre national du Mérite
- Croix de guerre 1914–1918
- Grand-croix de l'ordre du Nichan el Anouar (1955)[12]
- Grand-croix de l'ordre Polonia Restituta
- Grand cordon de l'ordre national du Cèdre
- Grand-croix de l'ordre du Mérite du Chili
- Grand-croix de l'ordre de Pie IX
- Grand-croix de l'ordre souverain de Malte

### Mariage et descendance
Il épouse en 1913 à Paris, Concepción "Conchita" de Malo y Zayas-Bazán (1888-1966), une héritière cubaine. Six enfants naissent de ce mariage :
- Françoise Le Févre d'Ormesson (1914-2004), mariée en 1938 avec Ludovic de Ritter Zahony ;
- Anne Le Fèvre d'Ormesson (1915-2008), mariée en 1934 avec le comte Charles-Louis de Vogüe (1914-1940), puis en 1945 avec le comte Pierre de Chevigné, député, ministre, compagnon de la Libération (1909-2004) ;
- Roselyne Le Fèvre d'Ormesson (1917-2015), mariée en 1944 avec Pierre de Bremond d'Ars ;
- Olivier Le Fèvre d'Ormesson, député (1918-2012), marié en 1942 avec Claude de Surian ;
- André Le Fèvre d'Ormesson (1921-2014), marié en 1950 avec Antonella Feltrinelli ;
- Antoine Le Fèvre d'Ormesson, compositeur de musique (1924-2016), marié en 1950 avec Maria del Rosario del Castillo, puis en 1957 avec Isabelle Jacquin de Margerie, fille de Pierre de Margerie.

## Œuvres
- Les Jets d'eau (1913)[13]
- La Préface d'une vie, 1919
- Nos illusions sur l'Europe centrale, 1922
- Dans la nuit européenne, 1923
- Les Résultats de la politique de la Ruhr, 1924
- Portraits d’hier et d’aujourd’hui, 1927
- La Première Mission de la France aux États-Unis, 1928
- La Confiance de l’Allemagne ?, 1929
- Notre vieille maisonpar le Compte Wladimir d'Ormesson, septembre 1929
- Enfances diplomatique, souvenirs, 1931
- La Grande Crise mondiale de 1857, 1932
- La Révolution allemande, 1934
- Qu’est-ce qu’un Français ? : Essai de psychologie politique : Clemenceau, Poincaré, Briand, Paris, Édition SPES, 1934
- Vue cavalière de l’Europe, 1936
- L’Éternel Problème allemand, 1945
- La Ville éternelle, 1956
- Mission à Rome, 1957
- La Ville et les Champs, 1958
- Les Vraies Confidences (Plon, 1962)
- Auprès de Lyautey, 1963
- Présence du Général de Gaulle, 1971
- Les Propos, 1973
- Ma tragique ambassade. Vatican, 27 mai-1er novembre 1940 , écrit en 1942, édité en 2023 aux éditions Tallandier